# Juliette Gordon Low
Juliette Gordon Low geboren Juliette Magill Kinzie Gordon (Savannah, Georgia, 31 oktober 1860 – aldaar, 17 januari 1927) was de oprichtster van de Girl Scouts of the USA, de Amerikaanse scoutingorganisatie voor meisjes. Geïnspireerd door Lord Baden-Powell, oprichter van de Boy Scouts, sloot ze zich aan bij de Girl Guide-beweging in Engeland en leidde vanaf 1911 haar eigen groep meisjesgidsen. Terug in de Verenigde Staten richtte ze in 1912 de eerste groep Amerikaanse meisjesgidsen (Girl Guides) op in de stad Savannah (Georgia). In 1915 gingen de Girl Guides in de Verenigde Staten verder onder de naam Girl Scouts. Juliette Gordon Low was de eerste leider en bleef tot haar dood actief binnen deze organisatie. Ieder jaar op 31 oktober herdenken de Girl Scouts haar geboortedag als Founder’s Day.

## Jeugd
Juliette Magill Kinzie Gordon werd geboren op 31 oktober 1860 in Savannah, Georgia. Ze werd vernoemd naar haar grootmoeder, Juliette Augusta Magill Kenzie, en kreeg van de destijds veelvoorkomende bijnaam 'Daisy'. Ze was het tweede kind in een gezin van zes kinderen. Haar vader was William 'Willie' Washington Gordon II, een katoenhandelaar in dienst van de firma Tison & Gordon (later W.W. Gordon & Company). Haar moeder was Eleanor 'Nellie' Lytle Kinzie, een schrijfster afkomstig uit een familie die een rol speelde in de stichting van de stad Chicago.
Toen Low zes maanden oud was, trad haar vader in dienst van het Confederate States Army, het leger van de Zuidelijke Staten van Amerika, om mee te vechten in de Amerikaanse Burgeroorlog, iets waar  haar moeder het in het geheel niet eens mee was. Omdat de federale troepen Savannah erg dicht naderden, verhuisde ze met haar moeder en haar twee zussen in 1864 naar het plaatsje Thunderbolt in de staat Georgia. Na de verovering van Savannah door het Noordelijke leger in datzelfde jaar kwam generaal William T. Sherman, een vriend van haar oom, vaak bij de familie op bezoek. Sherman zorgde ervoor dat zij in maart 1865 onder escorte naar Chicago konden reizen. In Chicago kwam ze in contact met  heel andere mensen dan tot die tijd, zoals vele 'native' Amerikanen, wat haar wereldbeeld  sterk veranderde. Een paar maanden later kondigde president Andrew Johnson een amnestieregeling voor de geconfedereerden af en werd haar vader weer herenigd met het gezin, waarna ze terugkeerden naar Savannah.
Als jong meisje liep ze allerlei verwondingen op en leed ze aan verschillende ziektes. Zo werd ze in Chicago getroffen door een hersenvliesontsteking, waarvan ze zonder ernstige complicaties herstelde. Ze had ook vaak last van oorpijn en terugkerende malaria-aanvallen. Haar gehoor verminderde en op haar zeventiende werd ze zo goed als doof aan beide oren.

### Hobby's
Juliette Low had veel belangstelling voor kunst en muziek. Ze schreef toneelstukken en voerde ze op en begon met haar neven en nichten een krant, The Malbone Bouquet, waarin een paar van haar vroege gedichten stonden. Met haar nichten begon ze ook een club om andere mensen te helpen, de Helpful Hands Club. In deze club leerden ze naaien en probeerden ze kleren te maken voor de kinderen van Italiaanse immigranten. Haar familie en vrienden beschouwden haar vanwege dit alles als excentriek en noemden haar 'Crazy Daisy'.

### Opvoeding en opleiding
Juliette Lows ouders voedden haar op volgens de traditionele waarden van het Amerikaanse Zuiden en hechtten vooral belang aan plichtsbesef, gehoorzaamheid, trouw en respect. Vanaf haar twaalfde ging ze naar de kostschool. Als tiener bezocht ze onder andere Miss Emmett’s School in New Jersey, het Virginia Female Institute, de Edgehill School en Mesdemoiselles Charbonniers, een Franse etiquetteschool in New York. Toen ze op Edgehill zat, werd ze lid van een geheime club, Theta Tau. De leden van deze op de gelijknamige studentenvereniging gebaseerde club organiseerden bijeenkomsten en verdienden badges. Nadat ze haar kostschoolperiode had afgerond nam Juliette Low in 1880 schilderles in New York. Een van haar docenten was de prominente landschapsschilder Robert Walter Weir.

## Huwelijk
Na de dood van haar zus Alice in 1880 verhuisde Juliette Low terug naar het ouderlijk huis in Savannah om de huishoudelijke taken van haar rouwende moeder over te nemen. In die periode leerde ze William Mackay Low, de zoon van een vriend van de familie kennen en ze startten in het geheim een verhouding. William Low verliet Savannah echter om aan de Universiteit van Oxford te gaan studeren en ze zagen elkaar pas weer in 1884. In de bijna drie jaar dat ze van elkaar gescheiden waren, reisde Juliette Low door Europa en leerde ze verschillende nieuwe vaardigheden zoals stenografie, paardrijden zonder zadel en jagen op patrijzen. Eind 1885 vroeg William haar ten huwelijk.
Juliette en William trouwden in Savannah op de trouwdag van haar ouders, 21 december 1886. Hun huwelijksreis brachten ze door op St. Catherines Island, een eiland voor de kust van Georgia, niet ver van Savannah. Daarna huurden ze huizen in Londen en in Schotland. Elk jaar brachten ze de eerste zes maanden door in de hogere sociale kringen van Londen. Tijdens het jachtseizoen verbleven ze in Schotland. In de eerste twee jaar van hun huwelijk brachten ze maar weinig tijd in elkaars gezelschap door: Juliette had medische problemen en William was vaak en lang van huis om te jagen of te gokken. Omdat ze zo lang en vaak van elkaar gescheiden waren en omdat Gordon Low geen kinderen kon krijgen, kwam hun relatie onder druk te staan.
In haar vrije tijd schilderde Juliette Low en leerde ze hout- en metaalbewerking. Ze ontwierp en maakte een ijzeren toegangshek voor haar huis in het Engelse graafschap Warwickshire. Ze organiseerde veel feesten en evenementen in dit huis en ontving er onder anderen kroonprins Albert Edward (de latere koning Edward VII), die bevriend was met haar echtgenoot, en schrijver Rudyard Kipling, wiens vrouw familie was van Lows moeder. Tegen de wil van haar man in zette ze zich ook in voor goede doelen. Zo bracht ze regelmatig een bezoek aan een vrouw met lepra, voorzag ze de arme mensen in een nabijgelegen dorp van zorg en eten en werd ze lid van de plaatselijke vereniging van verpleegkundigen.

### Scheiding
In 1895 begon Juliette Low steeds ongelukkiger te worden in haar huwelijk. Ze was bijna nooit meer alleen met haar man, die erg afstandelijk was geworden, vreemdging en steeds meer begon te drinken.
Toen Anna Bridges Bateman, de weduwe van Sir Hugh Alleyne Saceverell-Bateman, in 1901 te gast was in hun huis in Schotland ontdekte Juliette Low dat haar man een verhouding met haar had. Ze vertrok en nam haar intrek bij vrienden en familie. Een jaar later stemde ze in met het verzoek van haar man om voorgoed apart te blijven wonen. 
Later eiste haar man dat ze instemde met een echtscheiding. Een huwelijk kon echter alleen ontbonden in geval van overspel en verwaarlozing of wreedheid. Dan zou Bateman met naam genoemd moeten worden, wat sociale gevolgen zou hebben voor alle betrokkenen, waarvoor Juliette Low aanvankelijk terugdeinsde. 
Van het geld dat ze kreeg van haar man en had gespaard huurde Low een huis in Londen. In 1903 sloten de twee een alimentatieovereenkomst waarin zij 2500 Britse ponden per jaar toegekend kreeg, en daarnaast hun huis in Savannah, aandelen en obligaties. Hetzelfde jaar kocht ze twee huizen in Londen, waarvan ze er een verhuurde om haar inkomen aan te vullen.
Van een scheiding kwam het nooit omdat William Low ziek werd en in 1905 overleed aan de gevolgen van een beroerte. Na de begrafenis werd bekend dat hij bijna alles aan Bateman had nagelaten en dat hij de alimentatieovereenkomst uit 1903 had ingetrokken. Met de steun van Juliette Low vochten de zussen van William Low het testament met succes aan en kreeg ze alsnog geld, het echtelijk huis in Savannah met het omringende land, aandelen en obligaties.

## Girl Guides en Girl Scouts

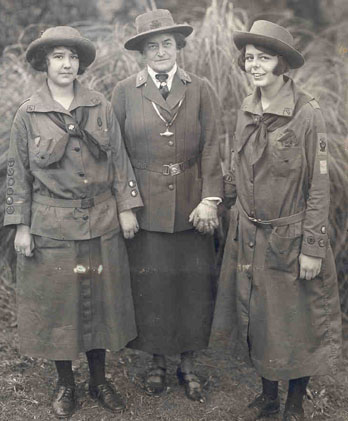
juliette Gordon Low (midden) met twee girl scouts, Robertine McClendon (links) en Helen Ross (rechts)

Na de dood van haar man ging Juliette reizen, nam ze beeldhouwlessen en deed ze vrijwilligerswerk maar bleef op zoek naar een project waar ze haar tijd en talenten in kwijt kon. In mei 1911 ontmoette ze Sir Robert Baden-Powell tijdens een feestje en raakte ze geïnspireerd door de Boy Scouts, een activiteitenprogramma dat hij had ontwikkeld voor jongens, maar  naar zijn idee ook heel geschikt was voor meisjes. Op dat moment had de scoutingbeweging 40.000 leden in heel Europa en in de Verenigde Staten. Militaire training en het hebben van plezier waren de twee voornaamste aandachtspunten van de beweging, principes die Juliette Low erg waardeerde. Zij en Baden-Powell werden goede vrienden en brachten het jaar daarna veel tijd met elkaar door. In augustus 1911 werd Juliette Low actief in de Girl Guides, de meisjestak van de Boy Scouts, die geleid werd door de zus van Sir Robert Baden-Powell, Agnes Baden-Powell. Low begon een groep Girl Guides in de buurt van haar huis in Schotland. Ze stimuleerde zelfstandigheid in de meisjes door ze te leren wol te spinnen, vee te verzorgen, knopen leggen, kaartlezen, breien, koken en EHBO. Van haar vrienden uit het leger leerden de meisjes hoe ze moesten exerceren, seinen en kamperen. Tijdens haar winterverblijf in Londen in 1911 richtte ze daar twee groepen op.

### Begin van de Amerikaanse Girl Guides
Om de scoutingbeweging uit te breiden, reisden Juliette Low en Baden-Powell in 1912 naar de Verenigde Staten. Hetzelfde jaar richtte ze de eerste twee Amerikaanse groepen Girl Guides op waarvoor 18 meisjes zich aanmeldden. Aanvankelijk was de groei van de Girl Scoutsbeweging in de Verenigde Staten vooral te danken aan Juliettes uitgebreide sociale netwerk. Van het begin af aan leverde ze een bijdrage door nieuwe leden en leiders te werven. Ze plaatste advertenties in kranten en tijdschriften en zette haar familie en vrienden in. Ook bracht Baden-Powell haar in contact met mensen die geïnteresseerd waren in scouting voor meisjes, zoals Louise Carnegie. In het jaar daarna bracht ze de eerste handleiding voor Amerikaanse Girl Guides uit getiteld How Girls Can Help Their Country. Deze handleiding was gebaseerd op de handboeken Scouting for Boys van Robert Baden-Powell en How Girls Can Help to Build Up the Empire van Agnes Baden-Powell. Juliette Low verbouwde het koetshuis achter haar huis in Savannah en vestigde er het eerste hoofdkwartier van de Girl Guides. Er waren ruimtes waar de lokale groepen bij elkaar konden komen en het bijbehorende land werd gebruikt om te marcheren, te seinen en te sporten. Edmund Strudwick Nash, die het woonhuis van Juliette Low huurde, bood aan om de huur van het koetshuis te betalen en werd daarmee een van de eerste donateurs van de Amerikaanse Girl Guides. De zoon van Nash, de dichter Ogden Nash, heeft Lows huis in een van zijn gedichten vereeuwigd.
Juliette reisde de oostkust van het land af om scouting voor meisjes te promoten. Bij haar terugkeer in Savannah probeerde ze tevergeefs president Taft, die bij haar ouders op bezoek was, ervan te overtuigen dat zijn dochter Helen de beschermvrouwe van de Girl Guides moest worden.

### Amerikaanse Girl Guides versus Camp Fire Girls
Er kwamen steeds meer concurrerende meisjesverenigingen die claimden dat ze qua opzet het dichtst in de buurt kwamen van de Boy Scouts. Juliette was ervan overtuigd dat de steun van vooraanstaande personen zou helpen bij de erkenning van haar organisatie als de officiële zusterorganisatie van de Boy Scouts. Haar grootste concurrent was de organisatie Camp Fire Girls. Een van de oprichters was James E. West, president van de Boy Scouts of America, die een sterk voorstander was van strikte, traditionele rolpatronen. Al in 1912 nodigde Juliette Low de Camp Fire Girls uit om samen te gaan met de Girl Guides. Ze sloegen de uitnodiging echter af, zelfs nadat Baden-Powell hun aanraadde om op hun besluit terug te komen. West was van mening dat veel van de activiteiten waar de Girl Guides zich mee bezighielden, ongepast waren voor meisjes. Hij was bang dat de mannelijkheid van de Boy Scouts in twijfel zou worden getrokken als ze aan vergelijkbare activiteiten deelnamen.

### Van Girl Guides naar Girl Scouts
De Girl Guidebeweging groeide, maar Camp Fire Girls groeide sneller. Juliette Low reisde daarom naar Engeland om advies in te winnen bij de Britse Girl Guides. In 1913 keerde ze terug naar Amerika met een plan om van de Girl Guides een nationale beweging te maken: ze veranderde de naam van Girl Guides in Girl Scouts, zette een nationaal hoofdkwartier op en ging op zoek naar donateurs buiten Georgia. Toen ze weer terug was in Savannah kwam ze erachter dat de Girl Guides daar hun naam al hadden veranderd in Girl Scouts. Het woord ‘scout’ deed hen denken aan de geschiedenis van hun voorouders, de pioniers. West maakte bezwaar tegen de naamsverandering. Hij zei dat hierdoor het begrip ‘scout’ aan kracht inboette en dat oudere Boy Scouts uit de beweging zouden stappen. Baden-Powell steunde Juliette Low in haar besluit om voortaan de term ‘scout’ te gebruiken, maar voor de Britse Girl Guides gaf hij de voorkeur aan de term ‘guide’.
In 1913 vestigde Juliette het nationale hoofdkwartier van de Girls Scouts in Washington D.C.. Ze nam haar vriendin Edith Johnston in dienst als directiesecretaresse van de landelijke organisatie. Dit hoofdkwartier fungeerde als het centrale informatiepunt voor meisjesscouts. Zij konden hier ook hun badges kopen en het handboek How Girls Can Help Their Country.
Juliette wierf leiders en leden in meerdere staten en probeerde met iedere nieuwe groep te praten. Rond dezelfde tijd ontwierp ze de badge met het klaverblad, het embleem van de meisjestak van de scoutingbeweging. Ze nam er ook een patent op, ook al beweerde James E. West dat het klaverblad van de Boys Scouts was en dat de Girl Scouts het niet mochten gebruiken. In de zomer keerde ze terug naar Londen, waar ze koning George V en zijn vrouw koningin Mary van Teck ontmoette. Uit handen van prinses Louise, een zus van de koning, ontving ze de ‘Thanks Badge’ (letterlijk: Bedanktbadge) als waardering voor het promoten van de scoutingbeweging.
Julitte Low riep ook het Honorary Committee of Girl Scouts, een lijst van ereleden, in het leven en benoemde familie en vrienden als erelid. Door gebruik te maken van haar connecties wist ze Susan Ludlow Parish (peettante van Eleanor Roosevelt), Mina Miller Edison (vrouw van Thomas Edison) en Bertha Woodward (vrouw van de Democratische fractieleider in het Huis van Afgevaardigden) over te halen om beschermvrouw te worden. Hoewel Juliette van veel donateurs financiële steun ontving, financierde ze de meeste kosten voor de Girl Scouts met eigen middelen.

### Girl Scouts in de Eerste Wereldoorlog
Aan het begin van de Eerste Wereldoorlog huurde Juliette Low een kasteel in Schotland, Castle Menzies, en liet er tijdelijk een Belgisch vluchtelingengezin in wonen.
Begin 1915 keerde ze met de RMS Lusitania terug naar de Verenigde Staten, waar ze verder ging met haar werk voor de Girl Scouts. De organisatie had op dat moment 73 donateurs en 2400 geregistreerde leden. Gordon Low besloot om de centrale organisatie van de Girl Scouts te versterken door via een statutenwijziging een landelijk bestuur en een landelijke raad in te voeren. Op 10 juni 1915 werd de eerste vergadering van de landelijke raad gehouden onder de nieuwe naam, Girl Scouts, Inc., en werd Juliette Low gekozen als de eerste voorzitter van de organisatie.
Nadat de Verenigde Staten betrokken raakten bij de Eerste Wereldoorlog breidde de Girl Scoutsbeweging zich uit. Om de Girl Scouts te promoten maakte Juliette Low gebruik van kranten, tijdschriften, evenementen en filmpjes. In 1916 verplaatste zij het hoofdkwartier van Washington DC naar de stad New York. In datzelfde jaar ging Low enige tijd terug naar Engeland om geld in te zamelen voor een tehuis voor familieleden van gewonde soldaten. Na de opening werkte ze er drie avonden per week als vrijwilliger. 
In 1917 startte de overheidsinstantie United States Food Administration met het ‘Thrift Program’. Dit rantsoeneringsprogamma was bedoeld om vrouwen te leren hoe ze voedsel konden conserveren. In het kader van het ‘Thrift Program’ begonnen Girl Scouts in Washington DC hun eigen voedsel te verbouwen en in te maken. Herbert Hoover, directeur van de U.S. Food Administration en de latere president van de VS, stuurde Juliette Low een brief waarin hij haar bedankte voor hun bijdragen en de hoop uitsprak dat Girl Scouts in de rest van het land hun voorbeeld zouden volgen. In reactie daarop regelde ze dat de beweging het Rode Kruis hielp door verband te maken en kleding te breien voor de soldaten. Ze plukten ook touw, veegden werkplaatsen aan, maakten plakboeken voor gewonde soldaten en rookvrije kaarsen waarmee de soldaten in de loopgraven hun eten konden opwarmen.
Eind 1917 wist Juliette Low de vrouw van Herbert Hoover, Lou Henry Hoover, over te halen om vicevoorzitter te worden van de Amerikaanse Girl Scouts. Edith Bolling Galt Wilson, de tweede vrouw van president Woodrow Wilson, werd erevoorzitter.

### Internationale groei Girl Guides en Girl Scouts
Na afloop van de Eerste Wereldoorlog nam de interesse voor de Girl Guides in veel landen toe. In een reactie daarop riep Olave Baden-Powell, die in 1918 tot Chief Guide (letterlijk: Hoofdgids) van Groot-Brittannië was uitgeroepen, de International Council of Girl Guides and Girl Scouts in het leven. Met deze internationale raad wilde zij de verschillende scoutingorganisaties voor meisjes over de hele wereld bij elkaar brengen. De raad kwam voor het eerst bij elkaar in het hoofdkantoor van de Britse Girl Guides in Londen. Gordon Low was aanwezig als vertegenwoordigster van de Verenigde Staten. 
Omdat ze meer tijd wilde besteden aan het promoten van scouting op internationaal niveau trad Juliette Low in 1920 af als voorzitter van de Amerikaanse Girl Scouts. Ze woonde zoveel mogelijk vergaderingen van de internationale raad bij en financierde de reiskosten van afgevaardigden uit andere landen zodat deze ook aanwezig konden zijn. Daarnaast hielp ze Olave Baden-Powell om 26 hectare land om te vormen tot een kampeerterrein voor de Girl Guides. Op het terrein stond, vlak bij het hoofdgebouw, een bungalow die Juliette inrichtte en 'The Link' noemde. Met deze naam wilde ze verwijzen naar de band tussen de Britse Girl Guides en de Amerikaanse Girl Scouts.
Hoewel Juliette Low geen voorzitter meer was van de Girl Scouts bleef ze toch actief aanwezig binnen de organisatie. Ze werkte aan de eerste film over de Girl Scouts, The Golden Eaglet, en speelde er een rol in. Tijdens een campagne in New York om geld in te zamelen in de Girl Scout Week in 1920, strooide Juliette vanuit een vliegtuig folders uit over een menigte mensen. Als eerbetoon aan Juliette Low en alles wat ze voor de Girl Scouts had gedaan, werd in dezelfde week op 31 oktober voor het eerst Founder’s Day gevierd. In 1922 vond de conferentie van de Amerikaanse Girl Scouts plaats in Juliettes geboorteplaats, Savannah. Ze hielp mee aan de voorbereidingen en de organisatie en huurde een auditorium. Ook regelde ze optredens van profsporters, de burgemeester en de directeur van het schoolbestuur. Daarnaast huurde ze een filmbedrijf in. Na de conferentie in Savannah begon ze met de voorbereidingen voor de aanleg van Cloudlands, een kamp(eer)terrein in Cloudland in Georgia dat bedoeld was om meisjes en de leiders samen op te leiden. Cloudlands werd later omgedoopt tot Camp Juliette Low.

## Borstkanker en overlijden

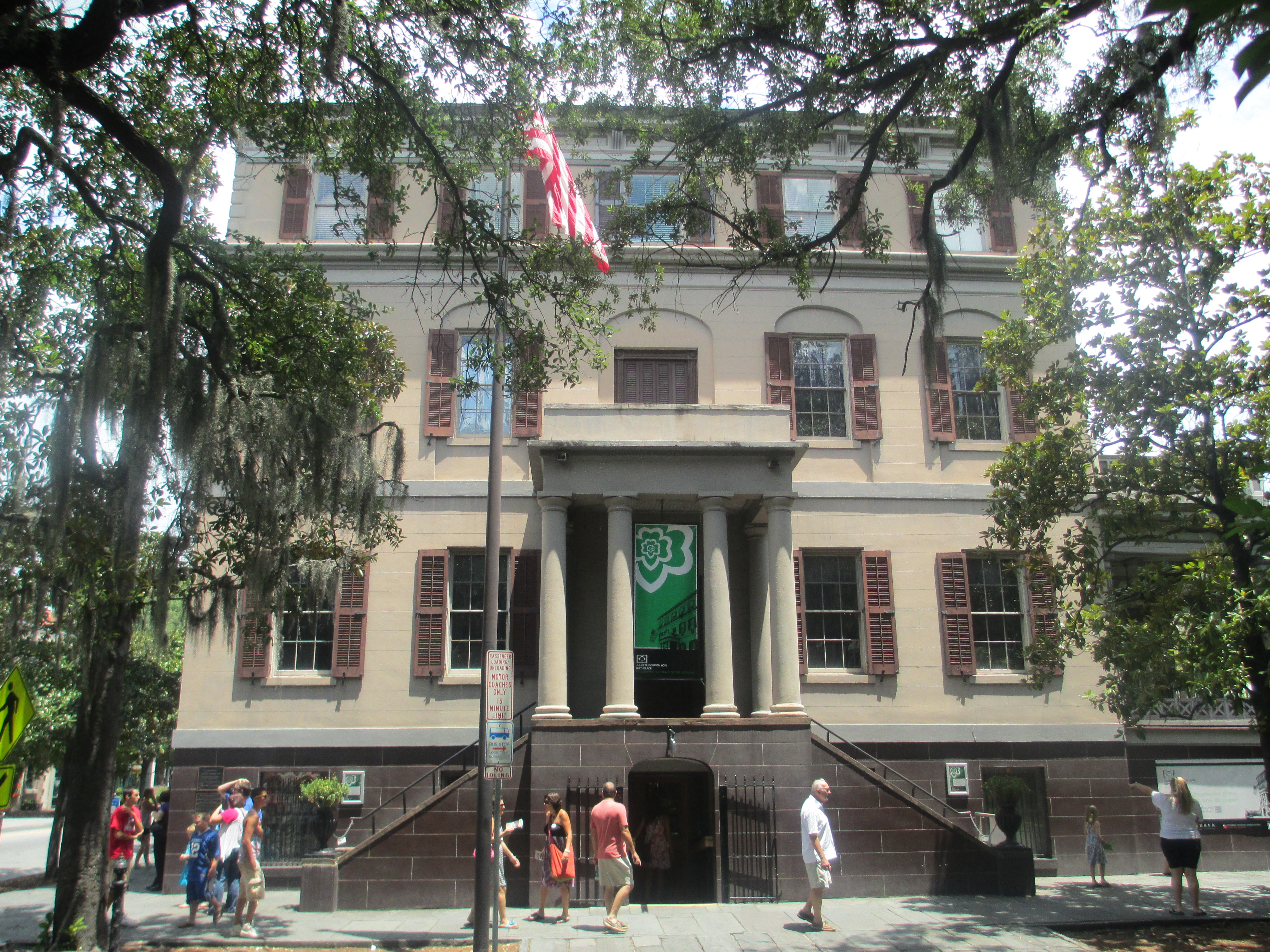
Het geboortehuis van Juliette Gordon Low in Savannah is open voor publiek.

In 1923 kwam Juliette Low erachter dat ze borstkanker had en hield dit vervolgens geheim om zo veel mogelijk haar actviteiten te kunnen voortzetten. Ook na een operatie om de tumoren te verwijderen en een griep, pakte ze haar werk voor de Amerikaanse Girl Scouts en de internationale raad weer op. In haar strijd tegen borstkanker onderging ze, wederom in het geheim, nog twee operaties. In 1925 kreeg ze echter te horen dat ze nog maar zes maanden te leven had, maar bleef doorgaan met haar werk voor de Girl Scouts. Ze sprak zelfs op de regionale conferentie van de Girl Scouts in Richmond terwijl ze nog herstellende was van een operatie.
Juliette reisde naar Liverpool, waar arts William Blair-Bell aan een nieuwe behandeling van kanker werkte waarbij een infuus van colloïdaal lood werd toegediend. De behandeling was niet succesvol en op haar 66ste verjaardag kreeg ze een loodvergiftiging. Ze reisde terug naar de Verenigde Staten, waar haar arts haar vertelde dat ze niet lang meer te leven had. De laatste paar maanden van haar leven bracht Juliette Low door in het ouderlijk huis in Savannah, waar ze op 17 januari 1927 op 66-jarige leeftijd overleed. De volgende dag begeleidde een erewacht van de Girl Scouts haar kist naar de Christ Church, waar een rouwdienst voor haar werd gehouden. 250 Girl Scouts gingen die dag eerder weg van school om de dienst en haar begrafenis op de begraafplaats Laurel Grove Cemetery bij te wonen. Gordon Low werd begraven in het uniform van de Girl Scouts. In het borstzakje zat een briefje met de tekst 'Je bent niet alleen de eerste, maar ook de beste Girl Scout die er is.' Op haar grafsteen staat te lezen: 'Ons resten geloof, hoop en liefde, maar de grootste daarvan is de liefde.'

## Nalatenschap en eerbetoon

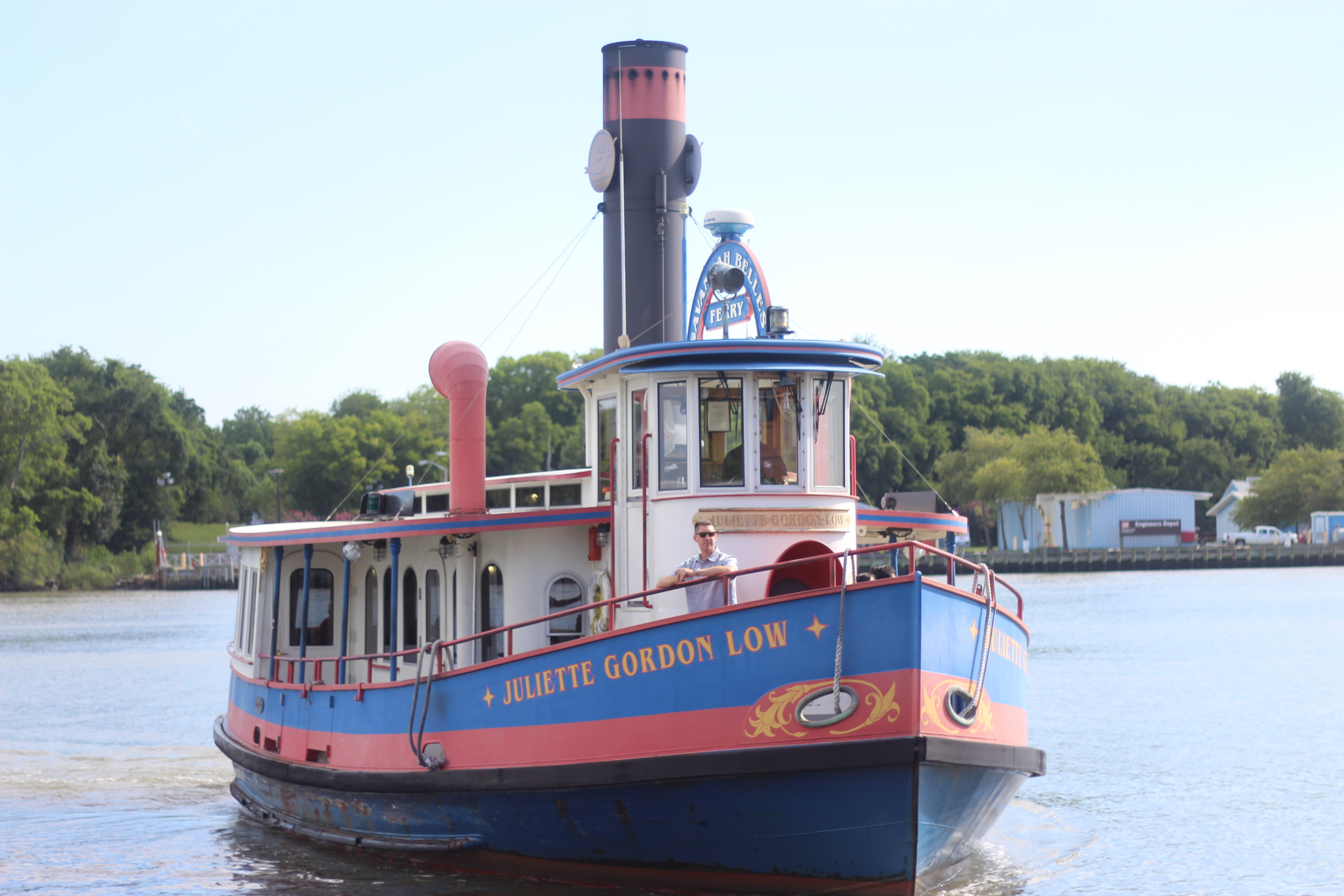
De naar Low genoemde veerboot in Savannah, Georgia.

Het werk van Low is op uiteenlopende manieren geëerd.
- In 1948 werd er een postzegel uitgebracht ter ere van Juliette Low (nummer 974 in de Amerikaanse postzegelcatalogus Scott Catalogue). Er werden meer dan 63 miljoen exemplaren gedrukt, waardoor de postzegel een standaarduitgifte werd. Destijds had het nationale Amerikaanse postbedrijf, de United States Postal Service, als beleid om geen postzegels te wijden aan burgerlijke organisaties. Er was een gezamenlijke resolutie van het Amerikaanse Congres voor nodig en de goedkeuring van president Harry S. Truman om een postzegel voor haar te vervaardigen.
- Het geboortehuis van Juliette Gordon Low in Savannah wordt door scouts uit de hele wereld bezocht. Sinds 1965 heeft het als National Historic Landmark een beschermde status en staat het op de lijst voor Amerikaanse historische monumenten.[7]
- Een park is naar haar genoemd. Het Juliette Low Park maakte oorspronkelijk deel uit van de familiegrond van de Gordons. Op een deel van die grond werd uiteindelijk de wijk Gordonston gebouwd. Een van de straten, de Kinzie Avenue, is vernoemd naar haar moeders familie. Over de naamgeving en het gebruik van het park is geregeld discussie.[8]
- In 1979 werd Juliette Low opgenomen in de National Women's Hall of Fame. Op 29 mei 2012 werd het honderdjarig bestaan van de Girl Scouts gevierd en werd Low onderscheiden met de Presidential Medal of Freedom.
- Het scoutingterrein Camp Juliette Low in Cloudland in Georgia draagt de naam van zijn oprichtster. Ieder jaar op 31 oktober herdenken de Girl Scouts Juliette Low’s geboortedag, een dag die bekend staat als 'Founder’s Day'.
- Gordon Low kreeg ook twee patenten toegewezen: een octrooi voor een papieren vuilniszak, de 'Liquid Container for Use with Garbage Cans or the Like' (patent 1124925), en een modelbescherming (D45234) voor de scoutingbadge met het klaverblad.
- In 1999 noemde de stad Savannah de boten van de veerdienst Savannah Belles Ferry naar vijf vooraanstaande vrouwen uit de geschiedenis van de stad, van wie Juliette Gordon Low er een was.[9]
- In 2016 werd de eerste officiële Girl Scout Trail ter nagedachtenis aan Juliette Gordon Low uitgezet.[10]  Het wandelpad was een initiatief van een Girl Scout die daarmee de hoogste scoutingonderscheiding, de Gold Award, verdiende. Het pad ligt in het Westwinds Metro Park in de plaats Holland in de staat Ohio.